# Лісний провулок (Сіверськодонецьк)
Лісний провулок — провулок у Сіверськодонецьку довжиною 700 метрів. Починається від вулиці Лисичанської, робить два повороти і закінчується знову на перетині з вулицею Лисичанською. Перетинається з вулицею Лісною. Забудована одноповерховими житловими будинками.